# 有花もえ
有花 もえ（ありはな もえ、1998年7月30日 - ）は、東京都出身のAV女優。Y'sエンタテインメント所属。

## 略歴・人物
2017年2月、マックス・エーの専属女優としてAVデビュー。
コンビニでアルバイトをしているところを週刊プレイボーイにスカウトされ、元々アイドルに憧れていたことから同誌でグラビアデビュー。その後、マネージャーに「アイドルになるならAV女優って道もある」と言われ、早く処女を捨てたいという思いもあってAV女優となり、デビュー作で処女を喪失。
趣味・特技は食べること、手相。
2018年9月16日、フェチ博覧会&即売会「フェチフェス14」にマックス・エー＆トイズハートブースのマックス・エー側売り子として長瀬麻美と初参加した。
2018年9月27日、公式Twitterにて、同年10月マックス・エー専属卒業と同時にAV女優も卒業することを発表。
2019年8月19日、公式Twitterで復帰宣言。所属は以前と同じY'sエンタテインメントとなる。2020年9月でのAV卒業を公式Twitterで宣言。

## 出演作品

### アダルトDVD
2017年
- 美・処女 BI-SHOJO（2月25日、マックス・エー）
- Re:Debut（3月25日、マックス・エー）
- ロストヴァージンから61日… 今日が私の初イキ記念日（4月25日、マックス・エー）[10]
- ソーププレイ開始3分でいきなり逆ソープ!! 〜現役ソープ嬢による指導も実らず〜（5月25日、マックス・エー）
- 美処女から大人への成長実録。 濃交 有花もえのリアルセックス（6月25日、マックス・エー）
- 汚れた学園 〜歪んだ情念の炎〜（7月25日、マックス・エー）
- 自宅警備員のボクがゆるふわ美少女でブラコンの妹にメッチャ愛されてエッチしている件について（8月25日、マックス・エー）
- 美・処女からの遂に素人共演!! 人生初のプライベート処女を一般男性に捧げます!!（9月25日、マックス・エー）
- フライングゲット 何もしらなかったAVアイドル達のデビュー前面接蔵出しお宝映像集 素人時代のMAX-A専属女優BEST（9月25日、マックス・エー）
- もえちゃん本気の汗だく汁だくビチョ濡れSEX（10月25日、マックス・エー）
- デビューから10ヶ月、AVに処女を捧げた少女の心と体のリアル成長ドキュメント。（11月25日、マックス・エー）
- 本能 MOE-AGALU 〜内に秘めた情欲、絶頂フルコースSEX〜（12月25日、マックス・エー）

2018年
- イチャLOVE神デート もえがリアル彼女!!（1月25日、マックス・エー）
- MaxCafeへようこそ! 新装開店スペシャルメニューで召し上がれ♥（2月25日、マックス・エー）
- 決心 有花もえ 美・処女から中出しまでの軌跡（3月25日、マックス・エー）
- もしも、可愛い飼い猫が『有花もえ』に変身してＨなご奉仕をしてくれたら・・・？（4月25日、マックス・エー）
- 有花もえ Happy 1st Anniversary（5月25日、マックス・エー）
- 限界突破　イカセ狂い１００連発 有花もえ（6月25日、マックス・エー）
- はじめてのパイパン解禁！！ 有花もえ（7月25日、マックス・エー）
- おじさん大好き♡なんでもご奉仕しちゃうごっくん美少女 有花もえ（8月25日、マックス・エー）
- 僕専用ダッチワイフ リアルドール 有花もえ（9月25日、マックス・エー）
- 卒業 有花もえ 18歳美･処女デビューから2年間の軌跡（10月25日、マックス・エー)

2019年
- 処女 有花もえ（1月25日、マックス・エー) - 全主演作品20本のセックスを振り返る！
- 「やばい!妹に中出し!?」全く気にせず露わな姿で家中をウロつく妹のピッチピチなカラダを見ているとつい興奮してしまい… 3（12月6日、DOC）他出演:深田みお、若槻さくら、近藤れおな 全4名
- 年上美人の下着を物色中「こんな年増女の下着で欲情するの？」と…女として見られる悦びからか「本当に私なんかでいいの？」と欲求不満な身体で精液搾取 3（12月6日、DOC）全4名
- 究極の癒し系!天然おっとり美少女が悩殺グラマーFカップ体型で性欲を煽ってくるホテルお籠りハメ撮り（12月13日、オーロラプロジェクト・アネックス）

2020年
- 向かいの部屋の巨乳美女の生着替えを覗いていると… 3（1月3日、DOC）他出演:七瀬もな、彩奈リナ、野々宮蘭 全4名
- 完全プライベート映像 超美乳Fカップむっつり美女 有花もえと初めての二人きりお泊まり（1月7日、パコパコ団とゆかいな仲間たち/妄想族）
- 濡れてテカってピッタリ密着 神スク水 有花もえ 可愛い女子のスクール水着姿をじっとりと堪能!着替え盗撮から始まり貧乳から巨乳にパイパン、ハミ毛、ジョリワキ等のフェチ接写やローションソーププレイやスク水ぶっかけに生中出し等を完全着衣で楽しむAV（1月9日、親父の個撮）
- あの日からずっと…。 緊縛調教中出しされる制服美少女（1月13日、無垢）
- 初めてのSEXの日、服を脱いで露わになる彼女のカラダ 有花もえ・優梨まいな・持田栞里（1月17日、ヒメゴト）全3名
- 恥ずかしいが私の性感帯（3月1日、S-Cute）全4名
- 制服美少女のエッチな日常（3月13日、S-Cute）全4名
- 媚薬オイルマッサージ 痴●盗撮＆中出し素人娘VOL.21 超強力媚薬を配合したマッサージオイルを施術中に知らずに塗りこまれたオンナは、身体の火照りに驚き、チ○ポを欲しがる自分に戸惑い、垂れ出したマン汁に恥ずかしがりながらも生ハメ中出しまで欲してしまう！（6月11日、西新宿マッサージ本舗）全4名
- オンナたちが秘めたる欲を解放する瞬間！！人気女優による濃厚なシチュエーションSEX4時間（11月27日、ヒメゴト）全15名

2022年
- あの日からずっと…。 緊縛調教中出しされる制服美少女 総集編4時間（5月17日、無垢）全4名

2023年
マル秘発掘プロジェクト ランニング女子Get！有名女優の美ジョガーSEX SPECIAL（11月7日、マックス・エー）全11名

### イメージDVD
- Moe オトナの階段、昇って… 有花もえ（2017年3月2日、REbecca）
- ヴィーナス・テルメ（2018年1月30日、オルスタックソフト販売）

### アダルトVR
- 箱ヘルを知らずにバイト面接に行ったら！？いきなり肉体観察されて中出しされちゃった！（2018年9月27日、マックス・エー）

### ネット動画・web配信
- 有枝萌夏 23歳 7人のセフレを持つチ●コ狂い超美顔奥様（2019年9月22日、プレステージプレミアム）
- 【配信専用】エチエチすぎる舌技レロレロベロチュー手コキで射精待った無し！ 3（2020年2月7日、DOC）全10名
- 【配信専用】イキたいの？まだダメっ！！寸止め焦らしオイル手コキ 2（2020年4月17日、DOC）全10名

## 書籍

### 雑誌
- 週刊プレイボーイ 2017年2月6日号（2017年1月22日、集英社） - 袋とじ「新春ヴァージンNUDE」
- 週刊現代 2017年12月16日号（2017年12月4日、講談社） - 袋とじ「美女と温泉」
- 週刊大衆ヴィーナス 2018年1月4日号（2017年12月4日、双葉社） - 袋とじ「処女喪失の瞬間」

### 写真集
- もえの風（2017年7月25日、彩文館出版、撮影:富田恭透）ISBN 4775605895[11]